# تپه دوزداغی
تپه دوز داغی مربوط به عصر برنز است و در شهرستان خوی، بخش رهال، روستای امیر بیک واقع شده و این اثر در تاریخ ۷ مهر ۱۳۸۱ با شمارهٔ ثبت ۶۱۸۶ به‌عنوان یکی از آثار ملی ایران به ثبت رسیده است.